# Yves Modéran
Yves Modéran (Bachy, 3 de marzo de 1955 - París, 1 de julio de 2010) fue un historiador francés, especialista en la Antigüedad tardía y la Alta Edad Media, y más específicamente en el África romana.

## Biografía
Nacido en Bachy, Yves Modéran vivió su juventud en Marruecos, luego pasó la mayor parte de su vida en Caen donde completó sus estudios secundarios y superiores, hasta la agregación de historia, obtenida en 1978. Continuó sus estudios doctorándose en 1990 en la Universidad de París X Nanterre, defendiendo una tesis titulada De bellis libycis: Berbères et Byzantins en Afrique au VIe siècle, bajo la dirección de Claude Lepelley. Obtuvo su habilitación para dirigir investigaciones en 1996 en la misma universidad.
Discípulo de Évelyne Patlagean y de Claude Lepelley, fue profesor en la Universidad de París-Nanterre (1991-1998) y luego profesor en la Universidad de Caen (1998 -2010).
Miembro de la Escuela Francesa de Roma (1988-1991), a finales de los años 1980 publicó una serie de artículos sobre la Antigüedad tardía norteafricana que inmediatamente le situaron entre los especialistas de la historia de esta región.
Profesor invitado en varias universidades europeas y norteafricanas, dedicó gran parte de sus investigaciones al África romana así como a los períodos vándalo y bizantino. También colaboró en la revista de alta divulgación L'Histoire.
Afectado por una enfermedad mortal, murió el 1 de julio de 2010. El texto del homenaje de sus colegas de Caen Françoise Ruzé, Pierre Sineux, Catherine Bustany y Dominique Toulorge está disponible en línea en: http://clioweb.canalblog.com/archives/2010/07/08/18535110.html

## Publicaciones
- Les Maures et l'Afrique romaine, IVe-VIIe s., Roma, Bibliothèque des Écoles françaises d'Athènes et de Rome, 2003
- L'Empire romain tardif (235-395), Paris, Ellipses, 2003
- Provinces et identités provinciales dans l'Afrique romaine, Caen, Centre de recherches archéologiques et historiques anciennes et médiévales, 2011.
- Les Vandales et l'Empire romain (texto editado par Michel-Yves Perrin), Paris, Errance-Actes Sud, 2014